# Clifford Stein

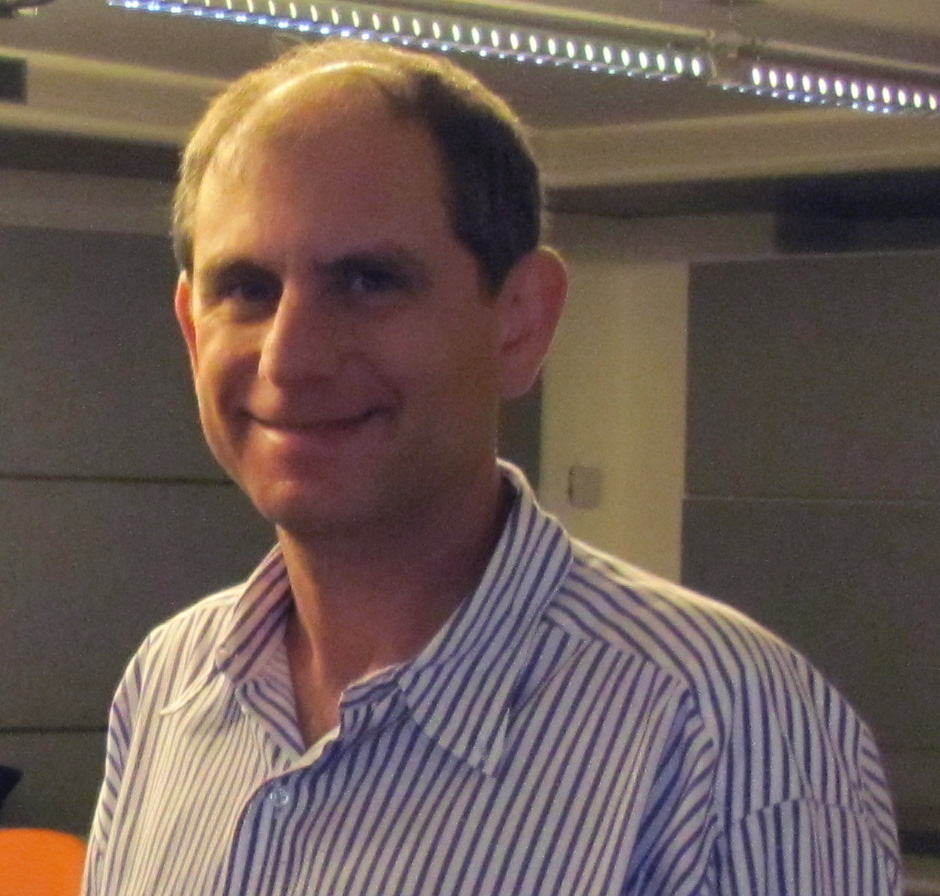
Clifford Stein 2010

Clifford Seth Stein (* 14. Dezember 1965) ist ein US-amerikanischer Informatiker.

## Leben und Wirken
Stein studierte an der Princeton University mit dem Bachelor-Abschluss 1987 in Elektrotechnik und am Massachusetts Institute of Technology (MIT) mit dem Master-Abschluss 1989 und der Promotion bei David Shmoys 1992 (Approximation algorithms for multicommodity flow and shop scheduling problems).  Er war neun Jahre Assistant Professor und Associate Professor am Dartmouth College, bevor er Professor für Industrial Organization and Operations Research (IEOR) sowie für Informatik an der Columbia University wurde.
Stein befasst sich mit Entwurf und Analyse von Algorithmen, kombinatorischer Optimierung, Operations Research, Netzwerkalgorithmen, Scheduling und Computermodellierung in der Biologie.
Er ist bekannt als Ko-Autor eines Standardwerks über Algorithmen mit Ron Rivest, Charles Leiserson, Thomas H. Cormen.
Er war Sloan Research Fellow und erhielt den NSF Career Award. 2010 wurde er Ehrendoktor in Oslo.

## Schriften
- Thomas H. Cormen, Charles E. Leiserson, Ronald Rivest, Clifford Stein: Algorithmen – Eine Einführung, Oldenbourg, 2010. ISBN 978-3-486-59002-9
  - Originalausgabe: Introduction to Algorithms, 3. Auflage, MIT Press 2009
- mit Ken Bogart, Scott Drysdale: Discrete Mathematics for Computer Science, Addison-Wesley 2010